# Hypotacha raffaldii
Hypotacha raffaldii är en fjärilsart som beskrevs av Emilio Berio 1939. Hypotacha raffaldii ingår i släktet Hypotacha och familjen nattflyn. Inga underarter finns listade i Catalogue of Life.